# Teufelsangler
Die Teufelsangler (Linophrynidae) sind eine Familie der Tiefsee-Anglerfische (Ceratioidei). Es gibt 29 Arten in fünf Gattungen, die im Atlantik, Indischen Ozean und im Pazifik vorkommen.
Unter den Tiefsee-Anglerfischen gelten die Teufelsangler als die bizarrsten Vertreter, besitzen die größten Mäuler und haben im Verhältnis zur Körperlänge besonders lange Zähne. Zusätzlich zur kompliziert gebauten Esca (der „Köder“ an der „Angel“), die symbiotische, biolumineszierende Bakterien enthält, besitzen die meisten weiblichen Teufelsangler eine biolumineszierende Kinnbartel.

## Merkmale
Die Teufelsangler unterscheiden sich durch die geringe Anzahl der Flossenstrahlen und der Branchiostegalstrahlen und dem linksseitigen Anus von allen anderen Tiefsee-Anglerfischen.
- Flossenformel: Dorsale 3 (selten 4), Anale 3 (selten 2 oder 4), Bauchflossen fehlen.
- Branchiostegalstrahlen: 5 (selten 4).

### Weibchen

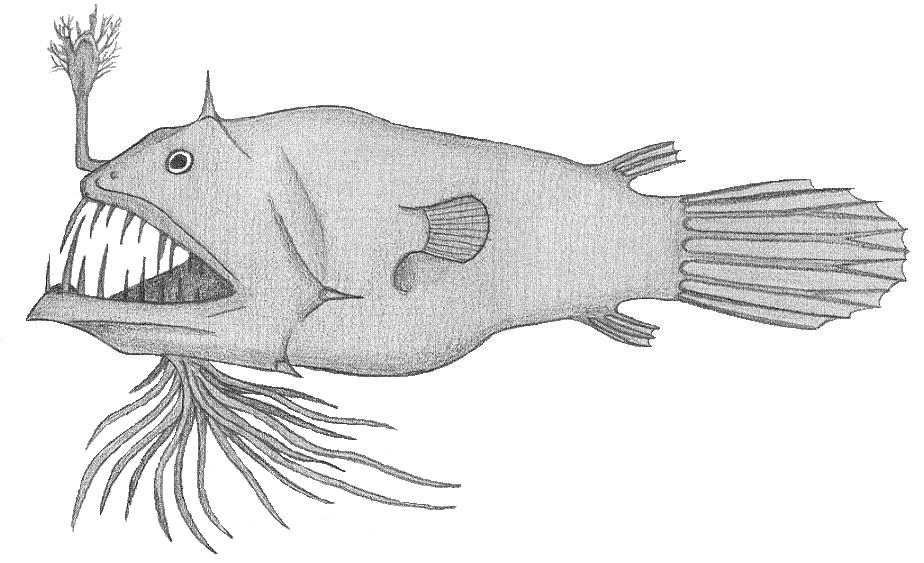
Linophryne polypogon

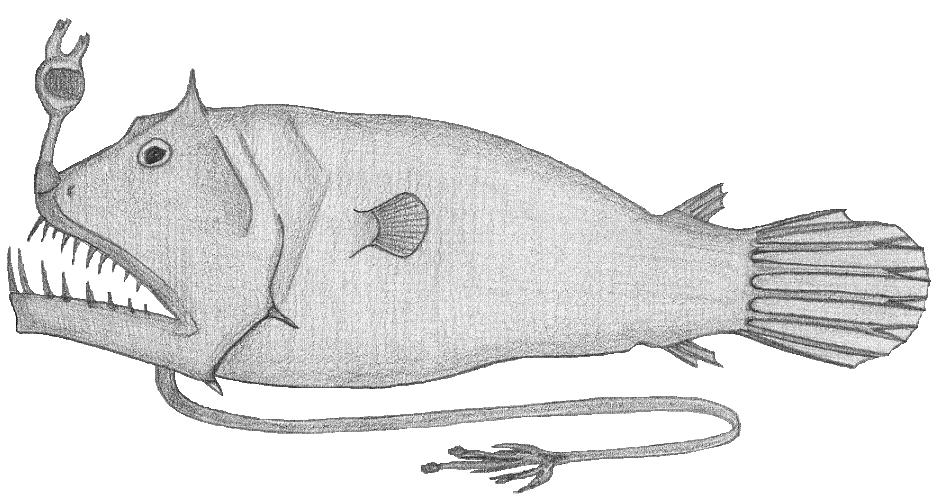
Linophryne coronata

Metamorphosierte Weibchen besitzen kurze, mehr oder weniger ovale oder fast runde Körper. Die Kopflänge, gemessen von der Schnauzenspitze bis zur Brustflossenbasis, beträgt 50 bis 60 % der Standardlänge. Die Schnauze ist relativ kurz, ihre Länge beträgt meist weniger als 20 % der Standardlänge. Das Maul ist breit und steht horizontal oder ist leicht oberständig, die Maulspalte reicht bis hinter die Augen. Beide Kiefer sind für gewöhnlich gleich lang, der Unterkiefer steht bei einigen Arten leicht vor. Die Unterkiefersymphyse trägt normalerweise einen Stachel (nicht bei der Linophryne-Untergattung Stephanophryne). Die Bezahnung der einzelnen Gattungen ist unterschiedlich. Linophryne, Borophryne und Acentrophryne haben wenige lange Zähne, die in mehreren schrägen Längsreihen angeordnet sind. Haplophryne und Photocorynus besitzen kürzere Zähne, die aber zahlreicher sind und ebenfalls in mehreren Reihen angeordnet sind. Die Nasenöffnungen sitzen an den Enden runder Röhren. Der Kiemendeckel ist zweigeteilt, sein hinterer Rand ist mäßig konkav. Das Suboperculare ist lang, extrem schlank und ohne Stacheln oder andere Auswüchse an seinem Vorderrand. Der Vorkiemendeckel trägt normalerweise einen oder mehrere Stacheln (stachellos bei Acentrophryne). Die Haut ist schuppenlos und unbestachelt, die Ovarien sind paarig. Pylorusschläuche fehlen.
Metamorphosierte Weibchen besitzen 13 bis 19 Brustflossenstrahlen, ihre Schwanzflosse wird von insgesamt neun Flossenstrahlen gestützt (zwei ungeteilte, vier zweigeteilte, drei ungeteilte). Der neunte Schwanzflossenstrahl ist bei Photocorynus sehr kurz und erreicht nur die Hälfte der Länge des achten. Epurale (längliche, freistehende Knochen im Schwanzflossenskelett) fehlen normalerweise, ein einzelnes, schmales Element findet sich noch bei Photocorynus. Der hintere Rand der Hypuralia ist tief eingebuchtet (nicht bei Photocorynus).
Das Illicium (die „Angel“) ist relativ kurz und bei Haplophryne, Photocorynus, Borophryne und verschiedenen Linophryne-Arten kürzer als der Durchmesser der Esca (der „Köder“), hat aber 70 % der Standardlänge lang bei Acentrophryne und etwa 35 bis 40 % SL der Standardlänge bei anderen Linophryne-Arten. Der Flossenträger des Illicium ist kurz und mit reicht mit seinem vorderen Ende unter der Haut des Kopfes, teilweise bis in die Schnauzenregion. Die Esca bioluminesziert und hat keine zahnartigen Auswüchse. Eine biolumineszierende Kinnbartel (Hyoidbartel) findet sich bei Linophryne und fehlt allen anderen Gattungen. Die Neuromasten des Seitenliniensystems liegen an den Enden von kurzen Papillen.
Die Farbe metamorphosierter Weibchen ist normalerweise dunkelbraun oder schwarz mit Ausnahme der Esca, der Hyoidbartel und der Flossenstrahlen. Haplophryne ist vollständig farblos. Das größte bekannte Weibchen der Familie ist ein 23 cm langes Exemplar von Linophryne lucifer, die bekannte Maximallänge beträgt 15,9 cm bei Haplophryne, 10,5 cm bei Acentrophryne, 10,1 cm bei Borophryne und 6,9 cm bei Photocorynus.

#### Kiemenbogenskelett
Die Kiemenbögen bestehen aus vier Skelettstäben, die von oben nach unten als Pharyngo-, Epi-, Cerato- und Hypobranchiale bezeichnet werden. Die Pharyngobranchiale I (oberster Knochen des ersten Kiemenbogens) fehlt normalerweise (nur bei Photocorynus rudimentär vorhanden); die Pharyngobranchialen II und III sind gut entwickelt und bezahnt, die Pharyngobranchiale IV fehlt. Die Epibranchiale I (zweiter Knochen von oben des ersten Kiemenbogens) steht frei und ist nicht durch Bindegewebe mit dem Rachen verbunden. Sie ist bei Photocorynus und Haplophryne gut entwickelt und etwas reduziert bei Linophryne und Borophryne. Die Epibranchialia I bis IV sind eng miteinander verbunden. Der körpernaher Abschnitt der Ceratobranchiale I ist mit dem Rachen verbunden, das distale Ende steht frei und ist auch nicht mit der Ceratobranchiale II verbunden. Das körpernaher Viertel der Ceratobranchialen II bis IV sind eng durch Bindegewebe verbunden. Die Ceratobranchiale V fehlt normalerweise (ein kleines Rudiment ist noch bei Photocorynus vorhanden). Verknöcherte Hypobranchialen fehlen ebenfalls, nur bei Photocorynus ist eine einzelne vorhanden. Verknöcherte Basibranchialen (Knochen an der Basis der Kiemenbögen) können vorhanden sein oder fehlen. 
Epibranchial- und Ceratobranchial-Zähne fehlen. Kiemenreusenstrahlen finden sich auf der gesamten Länge der Ceratobranchiale II, den distalen drei Vierteln der Ceratobranchiale III und der distalen Hälfte der vierten Ceratobranchiale. Pseudobranchien fehlen. 

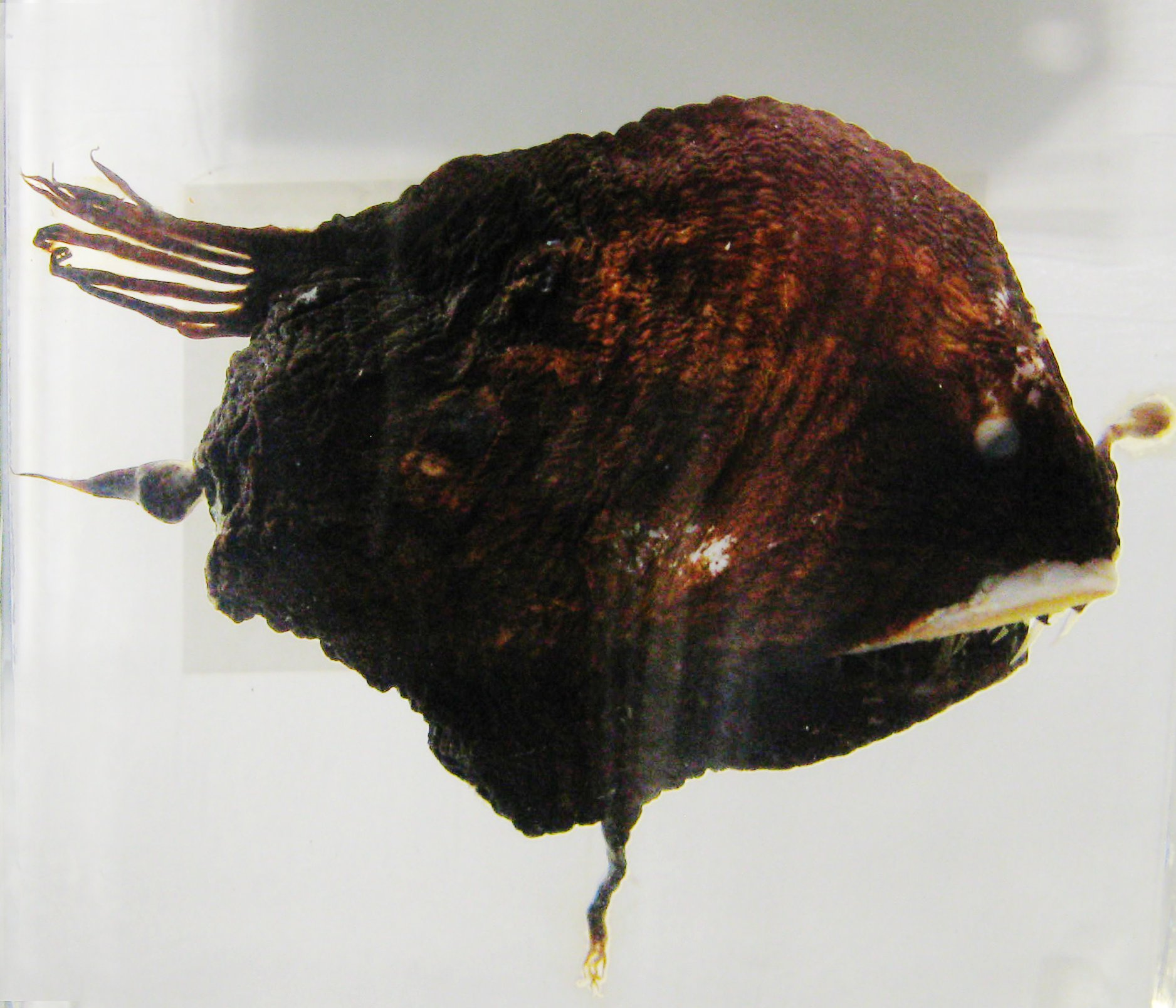
Weiblicher Teufelsangler in einer Ausstellung im Naturkundemuseum Berlin, unten und hinten unterhalb der Schwanzflosse angewachsene Zwergmännchen.

### Zwergmännchen
Die Männchen der Teufelsangler sind obligatorische Sexualparasiten. Mit Ausnahme von Acentrophryne sind von allen anderen Gattungen sowohl freilebende als auch parasitische Zwergmännchen bekannt. Metamorphosierte Männchen besitzen relativ große (6 bis 9 % der Standardlänge), röhrenförmig nach vorn gerichtete Augen, große Geruchsorgane und deutlich voneinander getrennte vordere Nasenöffnungen die mehr oder weniger nach vorne gerichtet sind. Männchen von Photocorynus und Haplophryne besitzt Kieferzähne, Borophryne und Linophryne sind zahnlos. Die Zähne sind kurz und stumpf, 3 bis 7 befinden sich in einer Längsreihe im Oberkiefer, 2 bis 13 im Unterkiefer. Die Flossenformel entspricht der metamorphosierter Weibchen. Allen Männchen fehlt die Hyoidbartel. Ihre Haut ist unbeschuppt und ohne Hautstacheln.
Frei schwimmende Männchen von Linophryne sind dunkelbraun oder schwarz, die der anderen vier Gattungen sind unpigmentiert. Die festgewachsenen Zwergmännchen sind bei Linophryne und Borophryne dunkelbraun oder schwarz, bei Photocorynus und Haplophryne farblos. Das größte bekannte frei lebende Männchen von Photocorynus spiniceps war 9,8 mm lang, frei lebende Männchen der anderen Gattungen hatten Längen von 15 bis 19,5 mm. Die größten bekannten parasitische Zwergmännchen sind 7,3 mm bei Photocorynus, 15 mm bei Haplophryne, 22 mm bei Borophryne und 30 mm bei Linophryne. Von Acentrophryne sind bisher keine Männchen gefangen worden. Bei parasitischen Zwergmännchen sind die Zähne, die Geruchsorgane und Augen mehr oder weniger stark zurückgebildet. Ihr Bauch ist stark aufgebläht.

### Larven
Die Larven der Teufelangler unterscheiden sich durch ihre langgestreckte Gestalt von denen der meisten anderen Tiefseeanglerfische. Ihr Kopf nimmt im Allgemeinen 45 % der Standardlänge ein. Sie sind weitgehend pigmentlos oder nur an den Körperseiten gefärbt, niemals auf dem Rücken. Die Haut sitzt locker. Die Brustflossen sind klein und reichen nicht über die Rücken- und Afterflosse hinaus. Bauchflossen fehlen. Die Anzahl der Flossenstrahlen entspricht der metamorphosierter Weibchen. Schon im Larvenstadium zeigen die Teufelangler einen deutlichen Geschlechtsdimorphismus. Weibliche Larven besitzen einen deutlichen Illicium-Ansatz. Die Gattung Linophryne zeigt eine warzenartige Verdickung an der Stelle, an der später die Hyoidbartel wächst. Bei den größten bekannten weiblichen Larven der Gattung Linophryne ist schon eine rudimentäre Hyoidbartel erkennbar. Die Larven können bei einigen Arten 17,5 bis 22 mm lang werden. Metamorphosierende Tiere sind 15 bis 32 mm lang.

## Äußere Systematik
Innerhalb der elf Familien der Tiefsee-Anglerfische sind die Teufelsangler die Schwestergruppe der Thaumatichthyidae. Folgendes Kladogramm zeigt die wahrscheinlichen Verwandtschaftsverhältnisse:

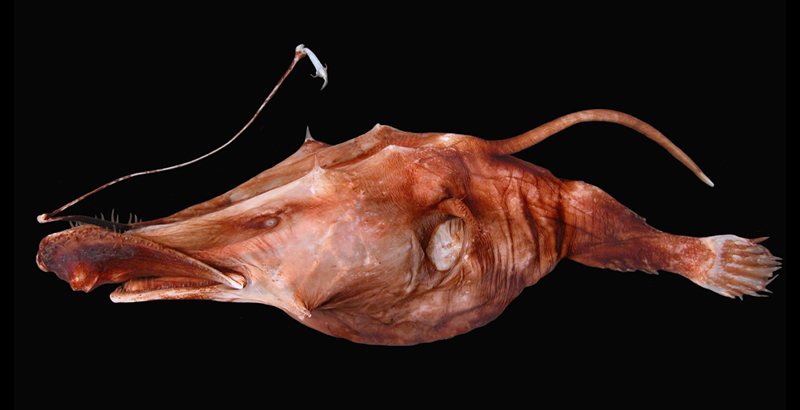
Lasiognathus amphirhamphus aus der Familie Thaumatichthyidae ist ein enger Verwandter der Teufelsangler

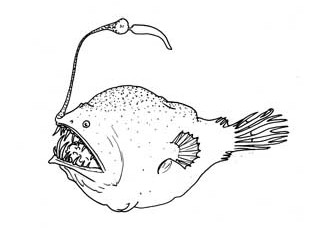
Acentrophryne dolichonema

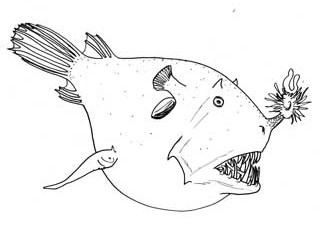
Borophryne apogon

Haplophryne mollis, Weibchen mit zwei Zwergmännchen am Bauch

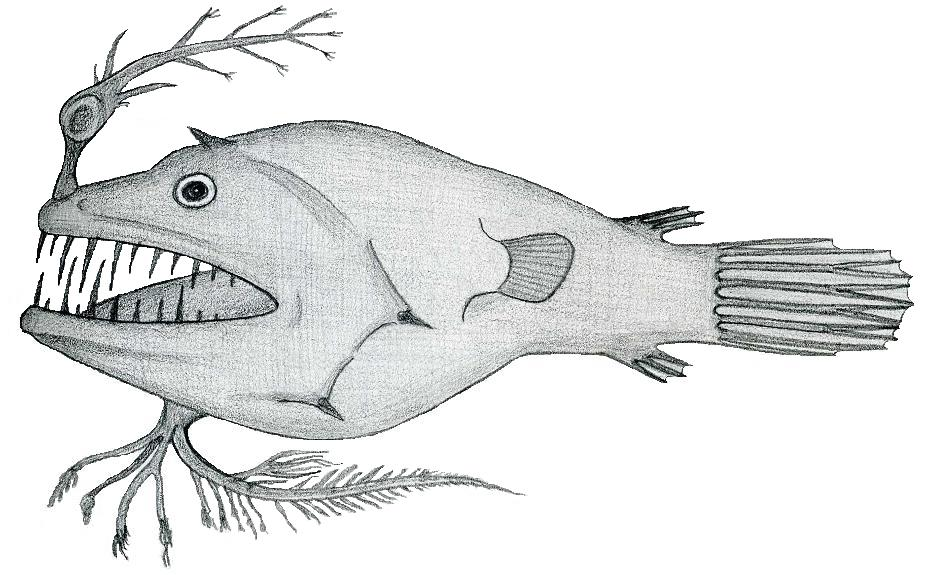
Linophryne pennibarbata

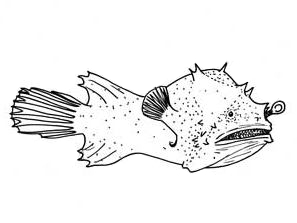
Photocorynus spiniceps

|  | \| \| Thaumatichthyidae \| \| \| \| \| \| Teufelsangler (Linophrynidae) \| \| \| \| |
|  |                                                                                     |
|  | übrige Familie der Tiefsee-Anglerfische                                             |
|  |                                                                                     |
|  | Thaumatichthyidae                                                                   |
|  |                                                                                     |
|  | Teufelsangler (Linophrynidae)                                                       |
|  |                                                                                     |

|  | Thaumatichthyidae             |
|  |                               |
|  | Teufelsangler (Linophrynidae) |
|  |                               |

|  | \| \| Thaumatichthyidae \| \| \| \| \| \| Teufelsangler (Linophrynidae) \| \| \| \| |
|  |                                                                                     |
|  | übrige Familie der Tiefsee-Anglerfische                                             |
|  |                                                                                     |
|  | Thaumatichthyidae                                                                   |
|  |                                                                                     |
|  | Teufelsangler (Linophrynidae)                                                       |
|  |                                                                                     |

|  | Thaumatichthyidae             |
|  |                               |
|  | Teufelsangler (Linophrynidae) |
|  |                               |

|  | \| \| Thaumatichthyidae \| \| \| \| \| \| Teufelsangler (Linophrynidae) \| \| \| \| |
|  |                                                                                     |
|  | übrige Familie der Tiefsee-Anglerfische                                             |
|  |                                                                                     |
|  | Thaumatichthyidae                                                                   |
|  |                                                                                     |
|  | Teufelsangler (Linophrynidae)                                                       |
|  |                                                                                     |

|  | Thaumatichthyidae             |
|  |                               |
|  | Teufelsangler (Linophrynidae) |
|  |                               |

|  | \| \| Thaumatichthyidae \| \| \| \| \| \| Teufelsangler (Linophrynidae) \| \| \| \| |
|  |                                                                                     |
|  | übrige Familie der Tiefsee-Anglerfische                                             |
|  |                                                                                     |
|  | Thaumatichthyidae                                                                   |
|  |                                                                                     |
|  | Teufelsangler (Linophrynidae)                                                       |
|  |                                                                                     |

|  | Thaumatichthyidae             |
|  |                               |
|  | Teufelsangler (Linophrynidae) |
|  |                               |

## Innere Systematik
Die Familie besteht aus fünf Gattungen, von denen zwei monotypisch sind, also nur eine Art enthalten, während zwei weitere aus zwei Arten besteht und die artenreiche Gattung Linophryne 24 Arten hat, die in drei Untergattungen gestellt werden.
- Acentrophryne
  - Acentrophryne dolichonema Pietsch & Shimazaki, 2005.
  - Acentrophryne longidens Regan, 1926.
- Borophryne
  - Borophryne apogon Regan, 1925.
- Haplophryne
  - Haplophryne mollis (Brauer, 1902).
  - Haplophryne triregium Whitley & Phillipps, 1939.
- Linophryne
  - Linophryne algibarbata Waterman, 1939.
  - Linophryne andersoni Gon, 1992.
  - Linophryne arborifera Regan, 1925.
  - Linophryne arcturi (Beebe, 1926).
  - Linophryne argyresca Regan & Trewavas, 1932.
  - Linophryne bicornis Parr, 1927.
  - Linophryne bipennata Bertelsen, 1982.
  - Linophryne brevibarbata Beebe, 1932.
  - Linophryne coronata Parr, 1927.
  - Linophryne densiramus Imai, 1941.
  - Linophryne digitopogon Balushkin & Trunov, 1988.
  - Linophryne escaramosa Bertelsen, 1982.
  - Linophryne indica (Brauer, 1902).
  - Linophryne lucifer Collett, 1886.
  - Linophryne macrodon Regan, 1925.
  - Linophryne maderensis Maul, 1961.
  - Linophryne parini Bertelsen, 1980.
  - Linophryne pennibarbata Bertelsen, 1980.
  - Linophryne polypogon Regan, 1925.
  - Linophryne quinqueramosa Beebe & Crane, 1947.
  - Linophryne racemifera Regan & Trewavas, 1932.
  - Linophryne sexfilis Bertelsen, 1973.
  - Linophryne trewavasae Bertelsen, 1978.
- Photocorynus
  - Photocorynus spiniceps Regan, 1925.

Die Verwandtschaft der einzelnen Gattungen zueinander verdeutlicht das folgende Kladogramm:
|  | Acentrophryne                                             |
|  |                                                           |
|  | \| \| Borophryne \| \| \| \| \| \| Linophryne \| \| \| \| |
|  |                                                           |
|  | Borophryne                                                |
|  |                                                           |
|  | Linophryne                                                |
|  |                                                           |

|  | Borophryne |
|  |            |
|  | Linophryne |
|  |            |

|  | Acentrophryne                                             |
|  |                                                           |
|  | \| \| Borophryne \| \| \| \| \| \| Linophryne \| \| \| \| |
|  |                                                           |
|  | Borophryne                                                |
|  |                                                           |
|  | Linophryne                                                |
|  |                                                           |

|  | Borophryne |
|  |            |
|  | Linophryne |
|  |            |

|  | Acentrophryne                                             |
|  |                                                           |
|  | \| \| Borophryne \| \| \| \| \| \| Linophryne \| \| \| \| |
|  |                                                           |
|  | Borophryne                                                |
|  |                                                           |
|  | Linophryne                                                |
|  |                                                           |

|  | Borophryne |
|  |            |
|  | Linophryne |
|  |            |

|  | Acentrophryne                                             |
|  |                                                           |
|  | \| \| Borophryne \| \| \| \| \| \| Linophryne \| \| \| \| |
|  |                                                           |
|  | Borophryne                                                |
|  |                                                           |
|  | Linophryne                                                |
|  |                                                           |

|  | Borophryne |
|  |            |
|  | Linophryne |
|  |            |